# 龐萌
龐 萌（ほう ぼう、? - 30年）は、中国の新代から後漢時代初期の武将。兗州山陽郡の人。

## 事跡

### 光武帝の寵臣
| 姓名           | 龐萌                                                         |
| 時代           | 新代 - 後漢時代                                              |
| 生没年         | 生年不詳 - 30年（建武6年）                                   |
| 字・別号       | 〔不詳〕                                                     |
| 本貫・出身地等 | 兗州山陽郡                                                   |
| 職官           | 〔下江軍武将〕→冀州牧〔更始〕 →侍中〔後漢〕→平狄将軍〔後漢〕 |
| 爵位・号等     | -                                                            |
| 陣営・所属等   | 王常→更始帝→光武帝 →劉紆→〔独立勢力〕                        |
| 家族・一族     | 〔不詳〕                                                     |

当初は、緑林軍系の下江軍に属していた。更始元年（23年）、劉玄が更始帝として即位すると、龐萌は冀州牧に任命され、尚書令謝躬に帰属し、破虜将軍劉秀と共に河北の王郎を討伐している。更始2年（24年）に謝躬が劉秀に誅殺されると、龐萌は劉秀に降伏してその配下となった。
建武元年（25年）6月、劉秀が光武帝として即位すると、龐萌は侍中に任命された。龐萌は、謙遜温順な人柄により光武帝から信任と寵愛を受け、「若い孤児を託せ（＝後見を任せ）、百里四方の国の命（＝政令つまり政事）を任せられるは、龐萌この人なり」とまで言わしめている。その後、龐萌は平狄将軍に任命された。
建武4年（28年）7月、梁王劉紆の陣営に属する董憲の配下賁休が、蘭陵（東海郡）を献上して漢に帰順する。まもなく、董憲が蘭陵の奪回に動いたため、光武帝は龐萌と蓋延に命じて賁休を救援させた。しかし、董憲の前に龐萌と蓋延は敗退し、結局、蘭陵も奪い返されてしまう。

### 寵臣から叛逆者へ
任務失敗により、龐萌と蓋延の間には不穏な空気が流れたと見られる。さらに、光武帝の詔が蓋延にだけ下され、龐萌に下されないという一件が起きると、龐萌は蓋延が自分を光武帝に讒訴したのではないかと疑い始めた。そして建武5年（29年）3月、龐萌は楚郡太守孫萌を殺害し、蓋延を撃破して、劉紆陣営に寝返ってしまう。
龐萌の反逆を聞いた光武帝は激怒し、龐萌を「老賊」と罵って、諸将にその追討を叱咤、命令している。龐萌は、梁軍の蘇茂の支援を受けて桃城（東平郡）を包囲したが、光武帝軍に撃破され、さらに董憲に付き従って山東地方を中心に転戦したが、呉漢を筆頭とする後漢軍の猛攻の前に敗北を重ねた。そして建武6年（30年）2月、董憲と共に立て籠もった朐（東海郡）が陥落し、方与（山陽郡）で追い詰められると、龐萌は董憲と共に光武帝に降伏しようとする。しかし、追撃してきた呉漢軍により、董憲と龐萌は殺害され、首級は洛陽に送られた。

## 関連記事
- 新末後漢初